# Antonella Serra Zanetti
Antonella Serra Zanetti (ur. 25 lipca 1980 w Modenie) – włoska tenisistka, młodsza siostra Adriany Serry Zanetti.

## Kariera tenisowa
Antonella wygrała w karierze dwa turnieje gry podwójnej. Jest zawodniczką praworęczną z oburęcznym backhandem. Najwyższą lokatę w rankingu singlistek uzyskała 30 czerwca 2006 roku, osiągając miejsce sześćdziesiąte. W rankingu gry podwójnej była na 47. miejscu 8 maja 2006 roku. Jej najlepszym występem wielkoszlemowym jest trzecia runda Wimbledonu w 2005 roku.
W 2003 roku doszła do finału turnieju w Casablance. Przegrała z rodaczką Ritą Grande. Był to pierwszy finał z udziałem dwóch Włoszek od 1991 roku. Brała udział w rozgrywkach Pucharu Federacji. W roku 2004 z siostrą Adrianą wygrały turniej deblistek w Taszkencie. Antonella była również w półfinale w Seulu razem z Martą Domachowską.
Rok 2005 to najlepszy w jej zawodowej karierze. Osiągnęła półfinały w Bangkoku i Acapulco. Na turnieju wimbledońskim pokonała Patty Schnyder. Wygrała z Martą Marrero turniej deblistek w Stambule.

## Finały turniejów WTA
| Legenda                | Legenda |
| ---------------------- | ------- |
| Wielki Szlem           |         |
| Igrzyska olimpijskie   |         |
| WTA Tour Championships |         |
| 1988 – 2008            |         |
| Kategoria I            |         |
| Kategoria II           |         |
| Kategoria III          |         |
| Kategoria IV           |         |
| Kategoria V            |         |

### Gra pojedyncza
| Końcowy wynik | Nr | Data            | Turniej    | Nawierzchnia | Przeciwniczka | Wynik finału  |
| ------------- | -- | --------------- | ---------- | ------------ | ------------- | ------------- |
| Finalistka    | 1. | 6 kwietnia 2003 | Casablanca | Ceglana      | Rita Grande   | 2:6, 6:4, 1:6 |

### Gra podwójna
| Końcowy wynik | Nr | Data                 | Turniej  | Nawierzchnia | Partnerka             | Przeciwniczki                            | Wynik finału  |
| ------------- | -- | -------------------- | -------- | ------------ | --------------------- | ---------------------------------------- | ------------- |
| Zwyciężczyni  | 1. | 17 października 2004 | Taszkent | Twarda       | Adriana Serra Zanetti | Marion Bartoli Mara Santangelo           | 1:6, 6:3, 6:4 |
| Zwyciężczyni  | 2. | 21 maja 2005         | Stambuł  | Ceglana      | Marta Marrero         | Sandra Klemenschits Daniela Klemenschits | 6:4, 6:0      |

## Wygrane turnieje rangi ITF
| turnieje z pulą nagród 100 000 $ |
| turnieje z pulą nagród 75 000 $  |
| turnieje z pulą nagród 50 000 $  |
| turnieje z pulą nagród 25 000 $  |
| turnieje z pulą nagród 15 000 $  |
| turnieje z pulą nagród 10 000 $  |

### Gra pojedyncza
|    | Data       | Turniej            | ($)    | Naw.   | Finalistka          | Wynik         |
| 1. | 23/04/1996 | Bari               | 10 000 | ziemna | Jana Macurová       | 3:6, 6:2, 7:5 |
| 2. | 23/06/1996 | Camucia            | 10 000 | ziemna | Segolene Berger     | 6:2, 7:6      |
| 3. | 03/08/1997 | Muri Antichi       | 10 000 | ziemna | Giulia Casoni       | 6:7, 6:3, 6:3 |
| 4. | 10/08/1997 | Katania            | 10 000 | ziemna | Mirielle Dittmann   | 2:6, 6:4, 6:4 |
| 5. | 11/06/2000 | Galatina           | 25 000 | ziemna | Martina Suchá       | 7:5, 1:6, 6:3 |
| 6. | 17/09/2000 | Reggio di Calabria | 25 000 | ziemna | Maria Elena Camerin | 6:2, 7:5      |